# Wonogriyo
Wonogriyo is een bestuurslaag in het regentschap Lumajang van de provincie Oost-Java, Indonesië. Wonogriyo telt 3351 inwoners (volkstelling 2010).